# Contragolpe de Estado en Libia de 1969
El Contragolpe de Estado en Libia de 1969 fue un fracasado intento de contragolpe militar encabezado por los ministros de Defensa e Interior de Libia a principios de diciembre de 1969, en respuesta al desarrollo de la revolución del 1 de Septiembre. Fue el primero de muchos intentos de golpe de Estado enfrentados por el coronel Muamar el Gadafi en su longevo gobierno, ocurriendo sólo tres meses después de asumir el poder.

## Antecedentes
El 1 de septiembre de 1969, un grupo de oficiales libios ("los Oficiales Unionistas Libres"), bajo el mando del coronel Muamar el Gadafi, derrocaron al rey Idrís I del Reino de Libia. Tras el golpe, se abolió la monarquía libia y se proclamó la República Árabe Libia.
Los oficiales revolucionarios establecieron el Consejo de Comando Revolucionario Libio (CCR), órgano de gobierno originalmente concebido como un liderazgo colectivo, en otras palabras, un gobierno que no se basó en el liderazgo individual, sino en la toma de decisiones conjunta. Sin embargo, debido a su carismática personalidad y fuerte estilo ideológico, además de la lealtad de sus compañeros del CCR, el coronel Gadafi se convirtió en el líder de facto del nuevo régimen. Además del CCR, había un órgano de gobierno presidido por el primer ministro Mahmud Sulayman al-Maghribi — un Consejo de Ministros de ocho miembros, entre ellos se encontraban dos oficiales militares, Adam al-Hawaz y Moussa Ahmed, entonces ministros de Defensa e Interior respectivamente. Ninguno de los dos formaba parte del CCR.
Estos oficiales participaron en el golpe revolucionario de septiembre, pero entrarían en conflicto con el nuevo gobierno. Descontentos con su política de exclusión de compañeros y monopolización del poder, los ministros Adam al-Hawaz y Moussa Ahmed se alejaron de Muamar el Gadafi y ellos tramaron su golpe de Estado.

## Hechos
El intento de golpe de Estado se produjo el 7 de diciembre, con los rebeldes tomando el control de posiciones importantes en el este de Libia. El mismo día, sin embargo, los dos líderes golpistas fueron capturados y la trama fue frustrada. En el camino hacia su detención, al-Hawaz intentaría suicidarse, lo que fue impedido por las autoridades libias. El gobierno de Gamal Abdel Nasser brindó apoyo al gobierno libio y el intento de golpe fue presumiblemente abortado con la ayuda de la seguridad egipcia.
La trama golpista fue revelada al público el 10 de diciembre y el gobierno emitió una serie de declaraciones. La radio libia acusó a los presuntos involucrados en la conspiración de "oportunistas que actúan en interés del imperialismo" y de intentar "robar la revolución". En una entrevista, el coronel Gadafi aseguró que tanto al-Hawaz como Moussa Ahmed estaban bajo arresto y que se habían practicado otras detenciones entre oficiales de alto rango, todos en quienes el CCR confiaba, pero siguieron sin respetar a los Oficiales Libres de bajo rango. Alrededor de 30 oficiales, además de los ministros de Defensa e Interior, fueron detenidos en Libia en diciembre.
El incidente militar coincidió con las negociaciones libias sobre la retirada de las bases militares británicas, lo que hizo que Gadafi advirtiera sobre los supuestos vínculos de los golpistas con intereses extranjeros o incluso el posible envolvimiento de Estados Unidos y el Reino Unido en el intento de golpe. Contrariamente a las sospechas de Libia, los Estados Unidos negó cualquier participación en el contragolpe.

## Consecuencias
El 11 de diciembre se hizo una proclama constitucional declarando al Consejo de Comando Revolucionario Libio como la máxima autoridad de la república. Se organizó un nuevo gabinete tras la crisis golpista, el primer cambio de gobierno desde la revolución. El coronel Gadafi siguió siendo presidente del CCR, pero asumió los cargos de primer ministro y comandante de las fuerzas armadas en el segundo gabinete. El Ministerio del Interior le fue encargado a Abdessalam Jalloud, segunda persona más importante del régimen libio y vice primer ministro de Gadafi en el CCR. Por su parte, el Ministerio de Defensa le fue encargado al oficial militar Abu-Bakr Yunis Jabr.
A pesar de las protestas de la población de Cirenaica —la mayoría de los acusados proceden de esta provincia— y de las escasas pruebas, 30 sospechosos y los exministros Adam al-Hawaz y Moussa Ahmed fueron llevados a un juicio, presidido por el mayor Mohammed Najm. El exministro de Defensa, al-Hawaz, permaneció en prisión hasta 1984 y su familia no fue informada de su muerte hasta 1988; el exministro del Interior, Moussa Ahmed, fue liberado por el régimen gadafista casi 20 años después, en 1988.